# クライアント (コンピュータ)

クライアントがインターネットを経由してサーバと通信するイメージ図

クライアント・サーバシステムにおいて、サーバ（英: server）に対してサービスの依頼を行いその提供を受けるような、コンピュータまたはアプリケーションやプロセスのことをクライアント（英: client）という。

## 例
クライアントの例:
- ネットワーク・クライアント
  - LANクライアント
ファイル・プリンター等の共有サービスを受ける。
- TCP/IPクライアント
  - ウェブ ― ウェブブラウザ
  - メール ― 電子メールクライアント
  - NNTP ― ニュースリーダー（ネットニュースを参照）
  - NTP ― 桜時計など
  - DNSクライアント
  - Telnetクライアント
  - DHCPクライアント
- シンクライアント (thin client)

## 「クライアント」と「端末」の違い

### コンピュータネットワークにおける位置付け
端末
「端末」(terminal) とは、末端あるいは末端に存在する物を指す言葉である。
中央に存在する大型コンピュータを末端に接続した多数の入出力装置から時分割で共同利用するようになった頃に、この中心的なコンピュータを「ホストコンピュータ」（ホスト）、入出力装置を「端末装置」（端末）と称するようになった。
この場合、端末は基本的に単純な入出力を行う機能だけを持ち、その他複雑な機能は全てホストコンピュータが持つ。例えば端末からデータ入力を行う場合には、入出力画面の構成、画面上の入力領域の位置や入力桁数などを、必要に応じてホストが端末に指示する。端末ではただ指示された内容に従って入出力画面を表示し、オペレータが入力したデータをホストへ送信するという処理だけが行われる。つまりこの場合の「端末」は、文字通り主となるホスト（主人）に対して従属する物という位置付けである。
クライアント
一方、クライアント・サーバシステムとは、UNIXのネットワークシステムで誕生した概念である。「クライアント」(client) とは、依頼人あるいは顧客を指す言葉であり、また「サーバ」(server) とは、給仕人あるいは奉仕者を指す言葉である。
コンピュータの小型化という潮流により、大型コンピュータより比較的小型のミニコンピュータが登場した。当初UNIXはこのミニコンピュータで動作するオペレーティングシステム (OS) として開発された。
大型コンピュータの付属物でなく、大型コンピュータが次第に小型化する中で登場したUNIXは、それぞれのコンピュータがホストに必要な処理能力を持ち合わせていた。そのため、UNIXにおけるネットワークはそれぞれのコンピュータがホストとなり、ホスト同士が接続されたPeer to Peer (P2P) 型のネットワークから始まった。
しかし、Peer to Peer型ネットワークはノードの数が増え、通信量が増大すると伝送効率が低下するため、ホスト同士で役割分担をすることになった。この役割分担をする上で、コンピュータ資源を依頼に応じて給仕するホストを「サーバ」、コンピュータ資源の利用を依頼するホストを「クライアント」と称するようになった。またPeer to Peer型ネットワークであるため、状況次第でクライアントがサーバへ、サーバがクライアントへと役割が代わる場合もある。
つまりこの場合の「クライアント」は、文字通り給仕人（サーバ）に対する依頼人（クライアント）という位置付けであり、ホスト／端末間の関係とは主従が逆転あるいは対等な関係へと変化している。

### 用語の対象
「端末」とは「端末装置」(terminal device / terminal equipment) の略称であり同義である。そのため多くの場合は単に「端末」と言った場合は現実に存在する物体を指す。アプリケーションソフトで実現した端末は「仮想端末」と呼ばれ、仮想端末を実現するアプリケーションソフトを「端末エミュレータ」と呼ぶ。
一方「クライアント」や「サーバ」は、ネットワークシステムにおける役割上の名称であり、必ずしも特定の物体を指す物ではない。
それぞれの言葉が互いに別の観点から見た物であるため、「クライアント」と「端末」は時として混同され、場合によっては明確な区別ができない場合がある。
例えば、一般にメールサーバと呼ばれている物は、クライアントとしての機能しか持たない電子メールクライアントに対するサーバという意味であり、メール配送プロトコル上の扱いは、メールソフトかメールサーバかに関わらず、送信側をSMTPクライアント、受信側をSMTPサーバと呼ぶ。これはメールサーバ間のメール配送においては送信側のメールサーバがSMTPクライアントとなり、受信側のメールサーバがSMTPサーバとなる事を意味する。
また、UNIXのウィンドウシステムであるX Window Systemは、クライアント・サーバ形のシステムであり、画面表示を依頼する側をXクライアント、画面表示装置というコンピュータ資源を提供する側をXサーバと呼ぶ。XクライアントとXサーバを同一のコンピュータ上で稼動させる事が多いが、機能的には必ずしも両者を同一のコンピュータ上で稼動させる必要はない。そのため、Xクライアントとは別のコンピュータでXサーバを稼動させ、Xクライアントが稼動するコンピュータで行った処理結果を、Xサーバが稼動する別のコンピュータの画面上に表示させる事も容易に実現できる。これはパーソナルコンピュータ (PC) にXサーバソフトを導入すると、他のUNIXワークステーション画面をPCのデスクトップ上に表示できる事を意味する。このX Window Systemの機能を応用した、Xサーバとしての機能だけを持つ入出力専用コンピュータを、一般にX端末と呼ぶ。
WWWの機能を利用したウェブアプリケーションにおいては、クライアントであるウェブブラウザは基本的に入出力機能だけを持ち、複雑な処理は全てWebサーバとその背後にあるアプリケーションサーバで行われる。WebブラウザなどWebアプリケーションを利用する上で必要最小限の機能だけで構成されたクライアントをシンクライアント (thin client) と呼ぶが、シンクライアントと端末の機能は非常に近い。さらにシンクライアントのうち、自らはデータの処理・保存などの能力をほとんど持たず、通信・入出力機能のみの構成としたものは「ゼロクライアント」(zero client) と呼ばれることもある。
主としてクライアントとしての機能しか持たないコンピュータでは、技術的には異なる両者の概念を含んでクライアント端末と呼ばれる事も多い。

### 「外来語」言い換え提案
国立国語研究所による「外来語」言い換え提案においては、以下のように定義されている。
『ネットワークでつながったコンピューターで，情報の提供を受ける側のコンピューターを指して「クライアント」ということがあるが，この場合は「端末」「端末機」「利用側のコンピューター」などと言い換えたり説明を付けたりすることができる。』